# Ranipauwa

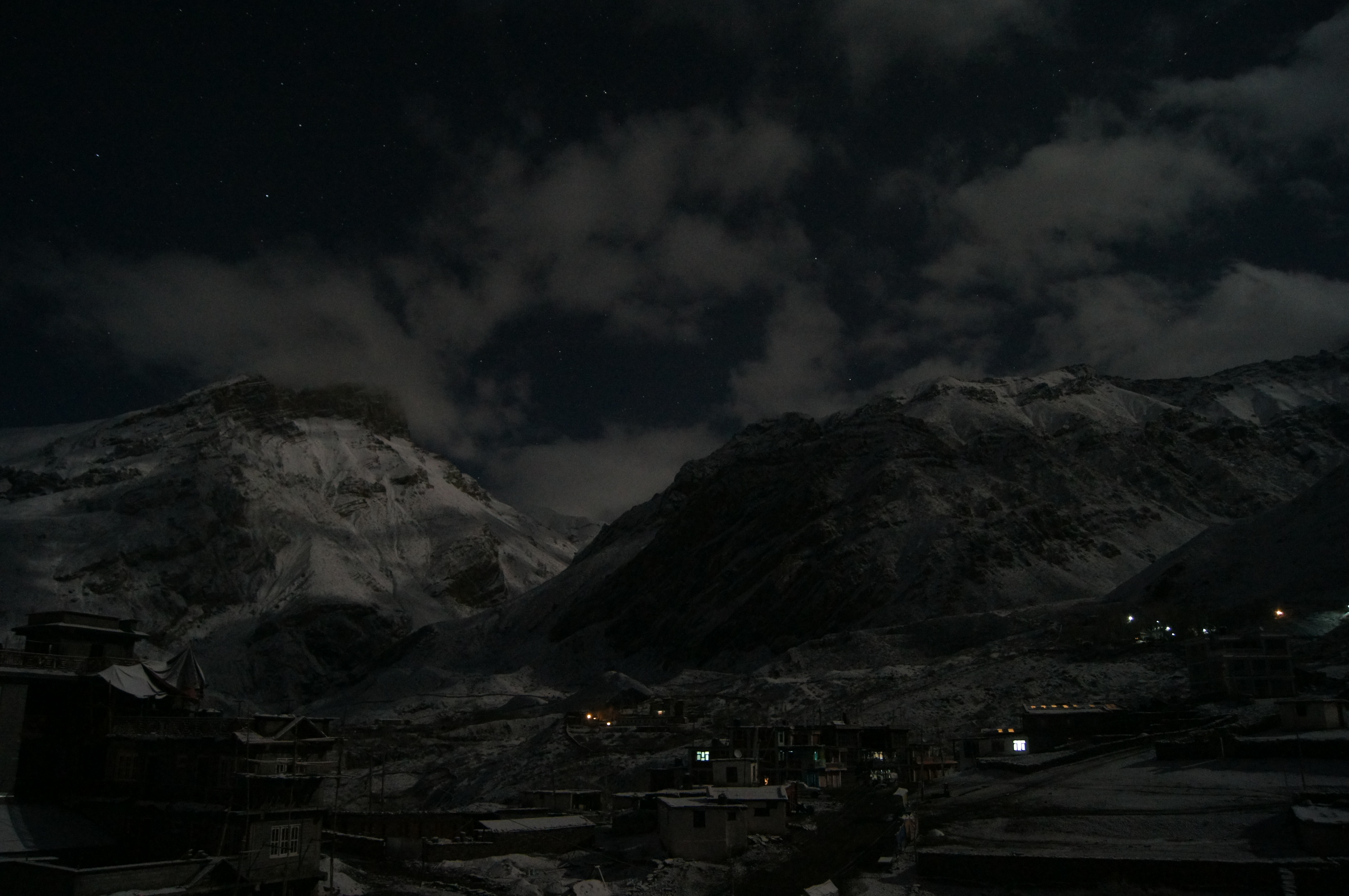
Ranipauwa bei Nacht – Blick in Richtung Muktinath-Tempel und Thorong-La-Pass

Ranipauwa ist ein Ort im Village Development Committee Muktinath in Zentralnepal im Distrikt Mustang und dem ehemaligen Königreich Mustang.
Ranipauwa liegt auf einer Höhe von rund 3700 m. Ranipauwa ist mit seinen zahlreichen Hotels, Gasthäusern, Cafés, Restaurants und Souvenirhändlern Durchgangsstation sowohl für zahlreiche hinduistische wie buddhistische Pilger aus aller Welt auf dem Weg zum Wallfahrtsort Muktinath als auch für Trekking-Touristen, die das Annapurna-Massiv auf dem Annapurna-Circuit-Trail umrunden. Ranipauwa ist dabei der letzte befestigte Ort vor der Überquerung des Thorong-La-Passes (5416 m) bei einer Wanderung im Uhrzeigersinn um das Annapurna-Massiv.
Der Ort selbst ist kaum attraktiv, wenige traditionelle Gebäude werden dominiert von zahlreichen modernen Hotel- und Gastronomiegebäuden, die in den letzten Jahren errichtet wurden. Die Infrastruktur ist einfach, Zufahrtswege und die Ortsstraße sind nicht befestigt, die Stromversorgung nur bedingt zuverlässig.